# Arthur Eichengrün
Arthur Eichengrün (ur. 13 sierpnia 1867 w Akwizgranie, zm. 23 grudnia 1949 w Bad Wiessee) – niemiecki chemik i wynalazca pochodzenia żydowskiego, pionier farmaceutyki oraz technologii tworzyw sztucznych.

## Życiorys

### Wczesne lata i edukacja
Studiował chemię na politechnice w Akwizgranie oraz na Uniwersytecie w Berlinie. W 1890 roku uzyskał stopień doktora chemii na Uniwersytecie w Erlangen.

### Kariera zawodowa
Od 1896 roku pracował w firmie Bayer, gdzie opracował protargol – skuteczny środek przeciw rzeżączce. Pod jego kierunkiem zsyntetyzowano również aspirynę, chociaż formalnie przypisano to Felixowi Hoffmannowi.
W 1908 roku założył w Berlinie własne laboratorium, w którym rozwijał technologie tworzyw sztucznych. Stworzył m.in. Cellit – octan celulozy stosowany w produkcji niepalnych taśm filmowych, oraz Cellon – materiał wykorzystywany w lotnictwie podczas I wojny światowej.

### Ostatnie lata i śmierć
Po dojściu nazistów do władzy w 1933 roku został zmuszony do oddania kontroli nad firmą. W 1944 roku deportowano go do obozu koncentracyjnego Theresienstadt, gdzie przebywał do czasu wyzwolenia w 1945 roku. Zmarł w 1949 roku w wieku 82 lat.

## Osiągnięcia
- Wynalazca protargolu[1]
- Współtwórca aspiryny[1]
- Twórca Cellitu – pierwszego niepalnego materiału filmowego[3]
- Opracował Cellon – materiał wykorzystywany w przemyśle lotniczym[3]
- Twórca pierwszej prasy do formowania wtryskowego (1919)[3]

## Kontrowersje
Autorstwo aspiryny było przez długi czas przypisywane Felixowi Hoffmannowi. W 1999 roku szkocki farmakolog Walter Sneader uznał jednak, że to Eichengrün był jej prawdziwym twórcą. Firma Bayer nie przyjęła tej interpretacji.

## Dziedzictwo
W 2024 roku Arthur Eichengrün został pośmiertnie wprowadzony do Plastics Hall of Fame.